# 日本テレビ金曜未明の深夜ドラマ
日本テレビ金曜未明の深夜ドラマ（にほんテレビきんようみめいのしんやドラマ）は、日本テレビで金曜日未明（木曜日深夜）に放送されている連続ドラマ放送枠である。
枠自体は関東ローカルであるが、作品によっては一部系列局でも遅れ放送ながら放送される。

## 放送作品一覧

### 第1期
- プリティが多すぎる（2018年10月19日 - 12月21日）

### 第2期
- HiGH&LOW THE WORST EPISODE.0 & 貴族誕生特別編（2020年7月 - 9月）
- マネキン・ナイト・フィーバー（2020年10月9日 - 11月13日）
- 6 from HiGH&LOW THE WORST（2020年11月20日 - 12月25日）

### 第3期
- FUN!FUN!FANTASTICS2（2022年1月21日 - 3月11日）

### 第4期
- 日本統一 関東編（2023年4月14日 - 6月16日）
- FUN!FUN!FANTASTICS3（2023年6月23日 - 8月25日）

### 第5期
- あいつが上手で下手が僕で-巡巡決勝篇-(2024年7月19日 - 9月6日)

| 日本テレビ 金曜0:59 - 1:29枠                      | 日本テレビ 金曜0:59 - 1:29枠             | 日本テレビ 金曜0:59 - 1:29枠 |
| 前番組                                            | 番組名                                   | 次番組                       |
| ------------------------------------------------- | ---------------------------------------- | ---------------------------- |
| キミモテロッジ 〜家づくりで声優オーディション!?〜 | 日本テレビ金曜未明の深夜ドラマ （第1期） | eGG または 日テレプッシュ    |
| 虹のかけ橋                                        | 日本テレビ金曜未明の深夜ドラマ （第2期） | 単発枠                       |